# Tokyo Magnitude 8.0
Tokyo Magnitude 8.0 (東京マグニチュード8.0?) es una serie de anime cuyo estreno fue el 9 de julio de 2009 en el espacio noitaminA de la cadena Fuji TV. Dirigido por Masaki Tachibana, se trata de una serie original que está producida por BONES y por Kinema Citrus.

## Argumento
La serie tiene lugar en Tokio, después de que un terremoto de magnitud 8.0 en la escala de Richter sacudiera la ciudad. Como resultado de ello, la torre de Tokio, el puente arcoíris y otros lugares característicos han sido destruidos. Sigue la historia de los hermanos Mirai y Yūki Onozawa, que en aquel momento se encontraban visitando una exposición sobre robots en Odaiba, con motivo de sus vacaciones de verano, y de cómo luchan por regresar a su casa después de la catástrofe en Setagaya, donde se encuentran sus padres. Los hermanos en el transcurso de la devastación conocen a Mari, una motociclista que también necesita regresar a su hogar y que se hace cargo de cuidarlos mientras los tres regresan con sus respectivas familias.

## Personajes

### Principales
Mirai Onozawa (小野沢 未来 Onozawa Mirai?)
Voz por: Satomi Hanamura, Luci Christian (inglés)
Es una niña que estudia en primer año de secundaria. Al principio de la serie ella no está segura de lo que quiere ser cuando sea grande. Después de ir a la convención de robots con su hermano pequeño, ella escribe en su teléfono celular "Quisiera que el mundo se desmoronara", en ese momento un terremoto comienza.
Yūki Onozawa (小野沢 悠貴 Onozawa Yūki?)
Voz por: Yumiko Kobayashi, Tiffany Grant (inglés)
Es el hermano menor de Mirai, quien estudia el tercer año de primaria y estaba entusiasmado por los robots, él convence a su hermana de ir a una convención de robots. No acostumbra a decir cuando tiene algún malestar, es muy optimista y siempre ve el mejor lado de las cosas. 
Mari Kusakabe (日下部 真理 Kusakabe Mari?)
Voz por: Yūko Kaida, Shelley Calene-Black (inglés)
Es una motociclista que ayuda a Yūki y a Mirai a llegar con sus padres después del terremoto. Mari tiene una hija pequeña llamada Hina, que se quedó en casa con su madre. Mari se preocupa mucho al escuchar que en su ciudad hubo un incendio.

### Secundarios
Seiji Onozawa (小野沢 誠司 Onozawa Seiji?)
Voz por: Hiroshi Naka, David Matranga (inglés)
Es el padre de Mirai y Yūki, y marido de Masami. Se encontraba en su trabajo durante el terremoto y resultó herido.
Masami Onozawa (小野沢 雅美 Onozawa Masami?)
Voz por: Kikuko Inoue, Maggie Flecknoe (inglés)
Es la madre de Mirai y Yūki, y esposa de Seiji. El terremoto ocurre durante su cumpleaños.
Kento Nonomiya (野宮 健人 Nonomiya Kento?)
Voz por: Shinya Hamazoe, Greg Ayres (inglés)
Un chico que Yuuki y Mirai conocen durante el capítulo siete. También va en primer año de secundaria al igual que Mirai, esta lo considera un otaku de robots. Comparte el gusto por los robots con Yuki, le gusta dibujarlos y estudiarlos.

## Desarrollo
La serie fue anunciada en la Tokyo Anime Fair del año 2009, reemplazando a Eden of the East en el espacio noitaminA de la cadena Fuji TV, bloque que ha recibido críticas bastante positivas, coproducida por el famoso estudio BONES y por Kinema Citrus. La serie por su parte está basada en la predicción de que hay un 70% o más de posibilidades de que un terremoto de magnitud 8.0 en la escala de Richter ataque la ciudad de Tokio en los próximos 2 años, mostrándose en ella las consecuencias que tendría uno de escala 8.0. BONES ha comentado de que los efectos y las situaciones son bastante realistas, basadas en investigaciones, entrevistas y terremotos previos que les han afectado.
Tokio es una ciudad preparada ante los terremotos, pero un sísmo de magnitud 8 podría hacer una mella enorme en esa ciudad y es algo que han querido crear Masaki Tachibana y Natsuko Takahashi, director y guionista de la serie respectivamente, una aproximación lo más acertada posible de los efectos de una catástrofe de tal magnitud.

## Temas
Opening: Kimi no Uta (キミノウタ) por Abingdon Boys School
Ending: M/elody por Shion Tsuji